# Cats That Look Like Hitler

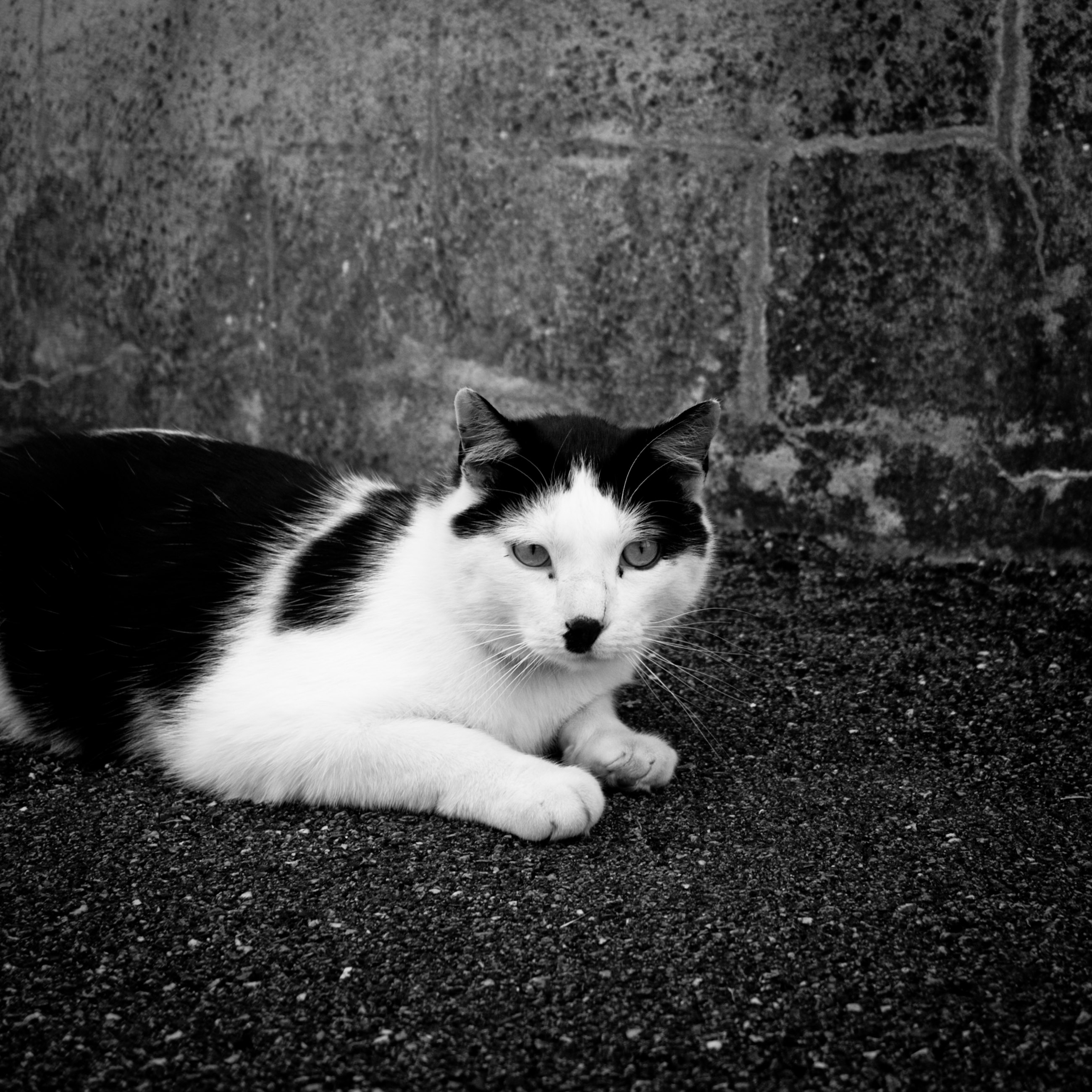
Een zwarte vlek die doet denken aan een Hitlersnor

Cats That Look Like Hitler is een satirische website met foto's van katten die doen denken aan Adolf Hitler, dictator van Duitsland van 1933 tot 1945.
De gelijkenis komt vaak door een vlekje onder de neus zoals een Hitlersnor. Zulke katten worden op internet vaak kitlers genoemd. Met een knipoog noemt de site echter ook katten die Polen binnenvallen of miauwend en met opgestoken poot een Hitlergroet brengen. Aandacht in televisieprogramma's in Europa en Australië maakte de site wereldwijd bekend.
De site werd in 2006 opgericht door Koos Plegt en later verder ontwikkeld door Paul Neve, die de enige beheerder werd. In februari 2013 had hij foto's van meer dan 7.500 katten goedgekeurd, maar sinds april 2014 is de site niet meer bijgewerkt.

## In de populaire cultuur
Stephen Colbert noemde de site in juli 2010 in zijn Amerikaanse satirische televisieprogramma The Colbert Report. De site werd vaak genoemd in het later opgeheven Australische gamingtijdschrift Total Gamer en is in Nieuw-Zeeland bekend geworden sinds Brad Wattson in de Edge Nightshow vertelde dat zijn kat 'Piggles' de beste 'kitler' ter wereld was. De site werd ook kort genoemd in de film The Social Network (2010).
Katten zijn een populair onderdeel van de internetcultuur en Cats That Look Like Hitler kan worden beschouwd als een uitloper van een bredere culturele fascinatie voor katten op internet.
In 2011 berichtte The Daily Telegraph over een 'kitler' waarvoor geen adoptie-adres kon worden gevonden vanwege de uiterlijke gelijkenis met de dictator.
Schrijver voor The Times, Ben Machell, heeft de eigenaren van 'kitlers' geïnterviewd en kwam met verschillende mogelijke verklaringen voor de populariteit van katten op internet, waaronder katten die op Hitler lijken. Machell noemt de mysterieuze aard en persoonlijkheid van de kat als een perfect doelwit om persoonlijkheid en emotie op te projecteren, en herinnert aan de verering van katten door de oude Egyptenaren.
KCTV5, een tv-zender voor de stad Kansas, toonde wekelijks katten, waaronder in 2021 een met de naam Kitler. De presentatrice vergeleek deze met Charlie Chaplin en stelde een dag later dat ze niemand had willen beledigen.